# Санта Росалија де Камарго (Камарго)
Санта Росалија де Камарго (шп. Santa Rosalía de Camargo) насеље је у Мексику у савезној држави Чивава у општини Камарго. Насеље се налази на надморској висини од 1224 м.

## Становништво
Према подацима из 2010. године у насељу је живело 40221 становника.

### Хронологија
| Година       | 2000                  | 2005                  | 2010                  |
| ------------ | --------------------- | --------------------- | --------------------- |
| Становништво | 37456 (18240 / 19216) | 39149 (19008 / 20141) | 40221 (19625 / 20596) |

### Попис
| \| \| м \| \| \| ж \| \| 0—2 \| 1.040 \| \| \| 1.046 \| \| 3—5 \| 1.125 \| \| \| 1.126 \| \| 6—11 \| 2.302 \| \| \| 2.286 \| \| 12—14 \| 1.169 \| \| \| 1.180 \| \| 15—17 \| 1.186 \| \| \| 1.258 \| \| 18—24 \| 2.384 \| \| \| 2.479 \| \| 60+ \| 2.007 \| \| \| 2.229 \| \| Просек : \| 29,7 \| \| \| 30,3 \| |       |  |  |       |
| |       |  |  |       |
| | м     |  |  | ж     |
| 0—2 | 1.040 |  |  | 1.046 |
| 3—5 | 1.125 |  |  | 1.126 |
| 6—11 | 2.302 |  |  | 2.286 |
| 12—14 | 1.169 |  |  | 1.180 |
| 15—17 | 1.186 |  |  | 1.258 |
| 18—24 | 2.384 |  |  | 2.479 |
| 60+ | 2.007 |  |  | 2.229 |
| Просек : | 29,7  |  |  | 30,3  |

| #   | Индикатор                                                                                        | Вредност |
| --- | ------------------------------------------------------------------------------------------------ | -------- |
| 1   | Становништво од 0 до 2 године                                                                    | 2086     |
| 2   | Мушко становништво од 0 до 2 године                                                              | 1040     |
| 3   | Женско становништво од 0 до 2 године                                                             | 1046     |
| 4   | Становништво са 3 и више година                                                                  | 37993    |
| 5   | Мушко становништво са 3 и више година                                                            | 18514    |
| 6   | Женско становништво са 3 и више година                                                           | 19479    |
| 7   | Становништво са 5 и више година                                                                  | 36521    |
| 8   | Мушко становништво са 5 и више година                                                            | 17761    |
| 9   | Женско становништво са 5 и више година                                                           | 18760    |
| 10  | Становништво са 12 и више година                                                                 | 31154    |
| 11  | Мушко становништво са 12 и више година                                                           | 15087    |
| 12  | Женско становништво са 12 и више година                                                          | 16067    |
| 13  | Становништво са 15 и више година                                                                 | 28805    |
| 14  | Мушко становништво са 15 и више година                                                           | 13918    |
| 15  | Женско становништво са 15 и више година                                                          | 14887    |
| 16  | Становништво са 18 и више година                                                                 | 26361    |
| 17  | Мушко становништво са 18 и више година                                                           | 12732    |
| 18  | Женско становништво са 18 и више година                                                          | 13629    |
| 19  | Становништво од 3 до 5 година                                                                    | 2251     |
| 20  | Мушко становништво од 3 до 5 година                                                              | 1125     |
| 21  | Женско становништво од 3 до 5 година                                                             | 1126     |
| 22  | Становништво од 6 до 11 година                                                                   | 4588     |
| 23  | Мушко становништво од 6 до 11 година                                                             | 2302     |
| 24  | Женско становништво од 6 до 11 година                                                            | 2286     |
| 25  | Становништво од 8 до 14 година                                                                   | 5443     |
| 26  | Мушко становништво од 8 до 14 година                                                             | 2712     |
| 27  | Женско становништво од 8 до 14 година                                                            | 2731     |
| 28  | Становништво од 12 до 14 година                                                                  | 2349     |
| 29  | Мушко становништво од 12 до 14 година                                                            | 1169     |
| 30  | Женско становништво од 12 до 14 година                                                           | 1180     |
| 31  | Становништво од 15 до 17 година                                                                  | 2444     |
| 32  | Мушко становништво од 15 до 17 година                                                            | 1186     |
| 33  | Женско становништво од 15 до 17 година                                                           | 1258     |
| 34  | Становништво од 18 до 24 године                                                                  | 4863     |
| 35  | Мушко становништво од 18 до 24 године                                                            | 2384     |
| 36  | Женско становништво од 18 до 24 године                                                           | 2479     |
| 37  | Женско становништво од 15 до 49 година                                                           | 10923    |
| 38  | Становништво са 60 и више година                                                                 | 4236     |
| 39  | Мушко становништво са 60 и више година                                                           | 2007     |
| 40  | Женско становништво са 60 и више година                                                          | 2229     |
| 41  | Однос између мушкараца и жена                                                                    | 95.29    |
| 42  | Становништво од нуле до 14 година                                                                | 11274    |
| 43  | Становништво од 15 до 64 године                                                                  | 25839    |
| 44  | Становништво од 65 година и више                                                                 | 2966     |
| 45  | Просечан број деце                                                                               | 2.36     |
| 46  | Становништво рођено у ентитету                                                                   | 36620    |
| 47  | Мушко становништво рођено у ентитету                                                             | 17804    |
| 48  | Женско становништво рођено у ентитету                                                            | 18816    |
| 49  | Становништво рођено у другом ентитету                                                            | 2919     |
| 50  | Мушко становништво рођено у другом ентитету                                                      | 1492     |
| 51  | Женско становништво рођено у другом ентитету                                                     | 1427     |
| 52  | Становништво од 5 година и више резидентно у ентитету у јуну 2005. године                        | 35302    |
| 53  | Мушко становништво старосног доба од 5 година и више, резидентно у ентитету у јуну 2005. године  | 17068    |
| 54  | Женско становништво старосног доба од 5 и више година, резидентно у ентитету у јуну 2005. године | 18234    |
| 55  | Становништво од 5 година и више које је живело у другом ентитету у јуну 2005. године             | 535      |
| 56  | Мушко становништво старије од 5 година које је живело у другом ентитету у јуну 2005. године      | 288      |
| 57  | Женско становништво старије од 5 година које је живело у другом ентитету у јуну 2005. године     | 247      |
| 58  | Становништво од 3 године и више које говори аутохтони језик                                      | 275      |
| 59  | Мушко становништво старо 3 године и више које говори аутохтони језик                             | 163      |
| 60  | Женско становништво старо 3 године и више које говори аутохтони језик                            | 112      |
| 61  | Становништво од 3 године и више које говори аутохтони језик и не говори шпански језик            | 4        |
| 62  | Мушко становништво старо 3 године и више које говори аутохтони језик и не говори шпански         | 4        |
| 63  | Женско становништво старо 3 године и више које говори аутохтони језик и не говори шпански језик  | 0        |
| 64  | Становништво старо 3 године и више које говори аутохтони језик и шпански                         | 209      |
| 65  | Мушко становништво старо 3 године и више које говори аутохтони језик и шпански                   | 120      |
| 66  | Женско становништво старо 3 године и више које говори аутохтони језик и шпански                  | 89       |
| 67  | Становништво од 5 година и више које говори аутохтони језик                                      | 269      |
| 68  | Становништво од 5 година и више које говори аутохтони језик и не говори шпански језик            | 2        |
| 69  | Становништво од 5 година и више које говори аутохтони језик и говори шпански језик               | 205      |
| 70  | Становништво у домородачким домаћинствима                                                        | 379      |
| 71  | Становништво са ограничењима у активностима                                                      | 1735     |
| 72  | Становништво са ограниченим ходањем или кретањем, горе или доле                                  | 1071     |
| 73  | Становници са ограничењима вида, чак и уз кориштење сочива                                       | 403      |
| 74  | Становништво са ограничењима говора, комуникације или конверзације                               | 132      |
| 75  | Становништво са ограниченим слухом                                                               | 168      |
| 76  | Становништво са ограничењима при одевању, купању или јелу                                        | 100      |
| 77  | Становништво са ограничењима у опажању или учењу једноставних ствари                             | 60       |
| 78  | Становништво са менталним ограничењима                                                           | 173      |
| 79  | Становништво без ограничења активности                                                           | 38184    |
| 80  | Становништво од 3 до 5 година које не похађа школу                                               | 957      |
| 81  | Мушко становништво од 3 до 5 година које не похађа школу                                         | 481      |
| 82  | Женско становништво од 3 до 5 година које не похађа школу                                        | 476      |
| 83  | Становништво од 6 до 11 година које не похађа школу                                              | 110      |
| 84  | Мушко становништво од 6 до 11 година које не похађа школу                                        | 66       |
| 85  | Женско становништво од 6 до 11 година које не похађа школу                                       | 44       |
| 86  | Становништво од 12 до 14 година које не похађа школу                                             | 140      |
| 87  | Мушко становништво од 12 до 14 година које не похађа школу                                       | 81       |
| 88  | Женско становништво од 12 до 14 година које не похађа школу                                      | 59       |
| 89  | Становништво од 15 до 17 година похађа школу                                                     | 1717     |
| 90  | Мушко становништво од 15 до 17 година похађа школу                                               | 803      |
| 91  | Женско становништво између 15 и 17 година живота у школи                                         | 914      |
| 92  | Становништво од 18 до 24 године похађа школу                                                     | 1493     |
| 93  | Мушко становништво од 18 до 24 године похађа школу                                               | 732      |
| 94  | Женско становништво од 18 до 24 године похађа школу                                              | 761      |
| 95  | Становништво од 8 до 14 година које не може да чита и пише                                       | 74       |
| 96  | Мушко становништво старосног доба од 8 до 14 година које не може да чита и пише                  | 38       |
| 97  | Женско становништво старосног доби од 8 до 14 година које не може да чита и пише                 | 36       |
| 98  | Становништво од 15 година и више које је неписмено                                               | 707      |
| 99  | Мушко становништво од 15 година и више које је неписмено                                         | 347      |
| 100 | Женско становништво од 15 година и више које је неписмено                                        | 360      |
| 101 | Становништво старо 15 и више година без школовања                                                | 1059     |
| 102 | Мушко становништво старо 15 и више година без школовања                                          | 529      |
| 103 | Женско становништво старо 15 и више година без школовања                                         | 530      |
| 104 | Становништво старосног доба 15 и више година са непотпуним основним образовањем                  | 2913     |
| 105 | Мушко становништво старосног доба од 15 година и више са непотпуном основним образовањем         | 1523     |
| 106 | Женско становништво старосног доба 15 и више година са непотпуном основним образовањем           | 1390     |
| 107 | Становништво старо 15 и више година са комплетним основним образовањем                           | 4672     |
| 108 | Мушко становништво старо 15 година и више са комплетним основним образовањем                     | 2334     |
| 109 | Женско становништво старо 15 и више година са комплетним основним образовањем                    | 2338     |
| 110 | Становништво старосног доба 15 и више година са непотпуним средњим образовањем                   | 1363     |
| 111 | Мушко становништво старосног доба од 15 година и више са непотпуним средњим образовањем          | 767      |
| 112 | Женско становништво старосног доба од 15 година и више са непотпуним средњим образовањем         | 596      |
| 113 | Становништво старо 15 и више година са пуним секундарном образовањем                             | 7366     |
| 114 | Мушко становништво старосног доба од 15 година и више са пуним секундарном образовањем           | 3511     |
| 115 | Женско становништво старосног доба од 15 година и више са пуним секундарном образовањем          | 3855     |
| 116 | Становништво старије од 18 година са постосновним образовањем                                    | 9874     |
| 117 | Мушко становништво старије од 18 година са постосновним образовањем                              | 4699     |
| 118 | Женско становништво старије од 18 година са постосновним образовањем                             | 5175     |
| 119 | Просечна оцена школовања                                                                         | 9.05     |
| 120 | Просечан ниво образовања мушке популације                                                        | 8.98     |
| 121 | Просечан ниво образовања женског становништва                                                    | 9.11     |
| 122 | Економски активно становништво                                                                   | 16061    |
| 123 | Економски активна мушка популација                                                               | 10716    |
| 124 | Економски активна женска популација                                                              | 5345     |
| 125 | Становништво које није економски активно                                                         | 14997    |
| 126 | Мушко становништво које није економски активно                                                   | 4311     |
| 127 | Женско становништво које није економски активно                                                  | 10686    |
| 128 | Запослено становништво                                                                           | 15086    |
| 129 | Запослено мушко становништво                                                                     | 9994     |
| 130 | Запослено женско становништво                                                                    | 5092     |
| 131 | Незапослена популација                                                                           | 975      |
| 132 | Незапослена мушка популација                                                                     | 722      |
| 133 | Незапослена женска популација                                                                    | 253      |
| 134 | Становништво без права на здравствене услуге                                                     | 8829     |
| 135 | Становништво које има право на здравствене услуге                                                | 31221    |
| 136 | Становништво које има право на ИМСС                                                              | 15090    |
| 137 | Становништво које има право на социјално осигурање                                               | 2563     |
| 138 | Становништво које има право на државно социјално осигурање                                       | 166      |
| 139 | Становништво које има право на опште осигурање или здравствено осигурање за нову генерацију      | 9943     |
| 140 | Становништво које је било једном или није било у браку током 12 година и више                    | 10323    |
| 141 | Венчано или уједињено становништво од 12 година и више                                           | 17536    |
| 142 | Становништво које је било у браку или уједињено 12 година и више                                 | 3255     |
| 143 | Становништво са католичком религијом                                                             | 35654    |
| 144 | Протестанти, еванђелисти и библијски следбеници различити од еванђелиста                         | 2712     |
| 145 | Становништво са другим религијама различитим од претходних                                       | 12       |
| 146 | Становништво без религије                                                                        | 1375     |
| 147 | Укупно пописаних домаћинства                                                                     | 11201    |
| 148 | Пописна домаћинства на челу са мушкарцима                                                        | 8161     |
| 149 | Пописна домаћинства на челу са женама                                                            | 3040     |
| 150 | Становништво у пописним домаћинствима                                                            | 39930    |
| 151 | Становништво у пописним домаћинствима на челу са мушкарцима                                      | 30450    |
| 152 | Становништво у пописним домаћинствима на челу са женама                                          | 9480     |
| 153 | Укупно домаћинстава                                                                              | 14458    |
| 154 | Укупно насељених домаћинстава                                                                    | 11251    |
| 155 | Укупно приватних кућа                                                                            | 14408    |
| 156 | Насељени приватни домови                                                                         | 11201    |
| 157 | Укупно насељених приватних кућа                                                                  | 11245    |
| 158 | Ненасељене приватне куће                                                                         | 2400     |
| 159 | Појединачна домаћинства за привремену употребу                                                   | 807      |
| 160 | Становници у насељеним приватним кућама                                                          | 39930    |
| 161 | Насељеност станара у приватним становима                                                         | 3.56     |
| 162 | Просечно становника по соби у приватним насељеним домаћинствима                                  | 0.86     |
| 163 | Појединачна домаћинства са подовима од различитих материјала од земље                            | 11078    |
| 164 | Појединачна домаћинства у приземљу                                                               | 95       |
| 165 | Појединачна домаћинства са једном спаваћом собом                                                 | 3172     |
| 166 | Појединачна домаћинства са две спаваће собе и више                                               | 7996     |
| 167 | Појединачна домаћинства са једним собом                                                          | 349      |
| 168 | Појединачна домаћинства са две собе                                                              | 1210     |
| 169 | Појединачна домаћинства са 3 собе и више                                                         | 9604     |
| 170 | Појединачна домаћинства која имају електрично светло                                             | 11154    |
| 171 | Појединачна домаћинства која немају електрично светло                                            | 21       |
| 172 | Појединачна домаћинства која имају водоводну воду у стамбеном простору                           | 11031    |
| 173 | Појединачна домаћинства која немају водоводну воду у стамбеном простору                          | 131      |
| 174 | Појединачна домаћинства која имају тоалет                                                        | 11108    |
| 175 | Појединачна домаћинства која имају канализацију                                                  | 11077    |
| 176 | Појединачна домаћинства која немају канализацију                                                 | 86       |
| 177 | Појединачна домаћинства која имају електрично светло, довод воде из јавне мреже и канализацију   | 10962    |
| 178 | Појединачна домаћинства без икаквих услова                                                       | 20       |
| 179 | Појединачна домаћинства која имају радио                                                         | 10260    |
| 180 | Појединачна домаћинства која имају телевизор                                                     | 10995    |
| 181 | Појединачна домаћинства која имају фрижидер                                                      | 10824    |
| 182 | Појединачна домаћинства која имају машину за веш                                                 | 9827     |
| 183 | Појединачна домаћинства која имају аутомобил или комби                                           | 7674     |
| 184 | Појединачна домаћинства која имају рачунар                                                       | 3661     |
| 185 | Појединачна домаћинства која имају фиксну телефонску линију                                      | 5110     |
| 186 | Појединачна домаћинства која имају мобилни телефон                                               | 8246     |
| 187 | Појединачна домаћинства која имају приступ интернету                                             | 2423     |
| 188 | Величина локације                                                                                | 9        |